# Euphyia euphileta
Euphyia euphileta là một loài bướm đêm trong họ Geometridae.